# Robert Townson

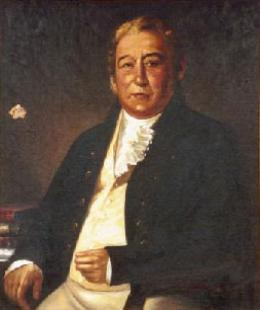
Robert Townson

Robert Townson (ur. 1762 w hrabstwie Surrey w Wielkiej Brytanii, zm. 27 czerwca 1827, pochowany w Parramatta) – angielski uczony, lekarz i podróżnik, jeden z pierwszych badaczy Tatr.
Zajmował się botaniką, geologią i mineralogią, podróżował po Francji i Austrii. Od 1791 roku był członkiem szkockiego Royal Society w Edynburgu, opublikował kilka książek na temat przyrodoznawstwa. W 1807 wyjechał na stałe do Australii.
Robert Townson pojawił się w Tatrach w 1793, dokonał pierwszych znanych wejść na Jagnięcy Szczyt i Łomnicę, odwiedził też Krywań, Bielskie Jatki i Kołowy Przechód. Prowadził obserwacje naukowe w kilku tatrzańskich dolinach, m.in. Kieżmarskiej, Raczkowej i Kościeliskiej. Interesował się lokalną florą i fauną, jako pierwszy dokonywał pomiarów wysokości metodą barometryczną. Jako jeden z pierwszych uczonych odwiedził wówczas także mityczną Jaskinię Smoczą (słow. Dračia jaskyňa; dziś Demianowska Jaskinia Lodowa) w Niżnych Tatrach. Plonem podróży była książka Travels in Hungary, with a short account of Vienna in the year 1793 wydana w Londynie w 1797, a także w języku francuskim (Voyage en Hongrie, Paryż, 1798/9) i holenderskim (Reise in Hongarijen, Haga, 1800/1801). Jest to najstarsze naukowe opracowanie poświęcone Tatrom, ozdobione zostało szesnastoma miedziorytami i kolorową mapą geologiczną.
Jego imieniem nazwano Grań Townsona – południowo-zachodnią grań Jagnięcego Szczytu, którą podróżnik wszedł na wierzchołek.

## Inne publikacje
- Observationes Physiologicae de Amphibiis, Göttingen 1794
- Philosophy of Mineralogy, 1798
- Tracts and Observations in Natural History and Physiology, 1799